# Малачова, Яна
Яна Малачова (чеш. Jana Maláčová; род. 24 июня 1981, Угерске-Градиште) — чешский политический деятель. Председатель партии «Социальная демократия» с 5 октября 2024 года. В прошлом — министр труда и социальных дел Чехии (2018—2021).

## Биография
Родилась в Угерске-Градиште (Южно-Моравская область) 24 июня 1981 года, в период «нормализации» в Чехословакии.
Окончила Франкфуртский университет имени Иоганна Вольфганга Гёте, где получила диплом по политологии. Затем получила степень магистра наук (MSc) в области политической экономии в Европе в Лондонской школе экономики.
С 2007 по 2011 год работала в Министерстве регионального развития. С 2012 по 2014 год была представителем канцелярии Сената в Европейском парламенте. Затем возглавляла отдел в канцелярии правительства. С июня 2015 года была директором департамента в Министерстве регионального развития.
С 2022 года работала экспертом в Чешско-Моравской конфедерации профсоюзов.
В январе 2025 года у неё диагностировали онкологическое заболевание.
Владеет немецким и английским языками.

## Политическая карьера
В 2008 году вступила в Чешскую социал-демократическую партию (ЧСДП), которая в июне 2023 года сменила название на «Социальную демократию».
17 июля 2018 года Петр Крчал ушёл в отставку в связи с обвинениями в плагиате, который был обнаружен в научной работе при получении степени бакалавра в 2007 году. Председатель ЧСДП Ян Гамачек предложил кандидатуру Яны Малачовой в качестве преемника.
30 июля президент Милош Земан назначил Яну Малачову министром труда и социальных дел в коалиционном правительстве под руководством Андрея Бабиша (ANO 2011). Занималась мерами по защите от негативного влияния пандемии COVID-19 на рынок труда. Правительство ушло в отставку 11 ноября 2021 года и исполняло обязанности до 17 декабря.
На 41-м съезде ЧСДП в Градец-Кралове 1 марта 2019 года избрана заместителем председателя партии, получив 390 из 472 голосов делегатов. Переизбрана на съезде в апреле 2021 года.
На парламентских выборах 8—9 октября 2021 года возглавила список ЧСДП в Пражском многомандатном округе, но впервые в истории постсоциалистической Чехии ЧСДП не преодолела 5%-ный барьер. После выборов Ян Гамачек объявил, что 25 октября покинет должность председателя ЧСДП. Яна Малачова выдвинула свою кандидатуру по пост. На съезде 10 декабря она получила 62 из 233 голосов делегатов. Новым председателем был избран Михал Шмарда. После этого Яна Малачова ушла из политики.
Яна Малачова вернулась в политику после того как в сентябре 2024 года Михал Шмарда объявил, что не будет снова баллотироваться на пост председателя партии «Социальная демократия». Её конкурентами были бывший министр и сенатор Иржи Динстбир и Петр Гула (Petr Hůla). На 46-м съезде в Градец-Кралове 5 октября Яна Малачова получила 101 из 152 голосов делегатов и избрана председателем партии «Социальная демократия», став первой женщиной на этом посту.

## Личная жизнь
Живёт в пражском районе Карлин.
В 2015 году вышла замуж за Алеша Хмеларжа (Aleš Chmelař; род. 1987), экономиста и дипломата. В апреле 2015 года родила сына Густава (Gustav Chmelař). В 2023 году пара разошлась.